# Diplazium alienum
Diplazium alienum är en majbräkenväxtart som först beskrevs av Georg Heinrich Mettenius och som fick sitt nu gällande namn av Georg Hans Emmo Wolfgang Hieronymus.
Diplazium alienum ingår i släktet Diplazium och familjen Athyriaceae. Inga underarter finns listade i Catalogue of Life.